# 乌龙镇 (昆明市)
乌龙镇，是中华人民共和国云南省昆明市东川区下辖的一个镇。

## 行政区划
乌龙镇下辖以下地区：
碑棋村、店房村、跑马村、大村子村、马店村、土城村、元子村、半坡村、坪子村、坝塘村、水井村、包包村、大水井村和瓦房村。